# Петерзили, Франц
Франц Петерзили (англ. Franz Petersilea; 1813 — 27 сентября 1878, Бостон) — американский музыкальный педагог, пианист и композитор немецкого происхождения.
Родился в окрестностях Веймара, в молодости учился у Иоганна Непомука Гуммеля. С 1830-х гг. жил и работал в США. Готовился стать протестантским священником, но в итоге выбрал музыкальную карьеру. На протяжении многих лет преподавал фортепиано в Бостоне, в том числе с 1871 года в Музыкальной академии Петерзили (англ. Petersilea Academy of Music), созданной его сыном Карлайлом Петерзили. Петерзили-младший, приверженец спиритизма, полагал, что отец продолжает руководить работой академии и после своей смерти: об этом недвусмысленно говорится в его книге «Письма из мира духов» (англ. Letters from the Spirit World; 1905), значимую часть которой составляют письма отца из загробной жизни. Среди учеников Петерзили Генри Мортон Данем.
Опубликовал сборник упражнений «Занятия с увлечением» (англ. Study with amusement; 1856) и учебник фортепианной игры (англ. System for the pianoforte; 1872, переиздание 1883), предназначенный преимущественно для начинающих. Среди музыкальных произведений Петерзили — «Колокола» для голоса и фортепиано (1849) на одноимённое стихотворение Эдгара Аллана По, вероятно, первая музыкальная интерпретация сочинений По.